# 斑馬嶺
70°2′S 69°14′W / 70.033°S 69.233°W
斑馬嶺（英語：Zebra Ridge）是南極洲的山嶺，位於亞歷山大一世島東部，處於坦布爾冰川終點以南4.8公里，長3.2公里，海拔高度760米，在1935年11月23日由美國的探險家發現。